# Navajo Generating Station

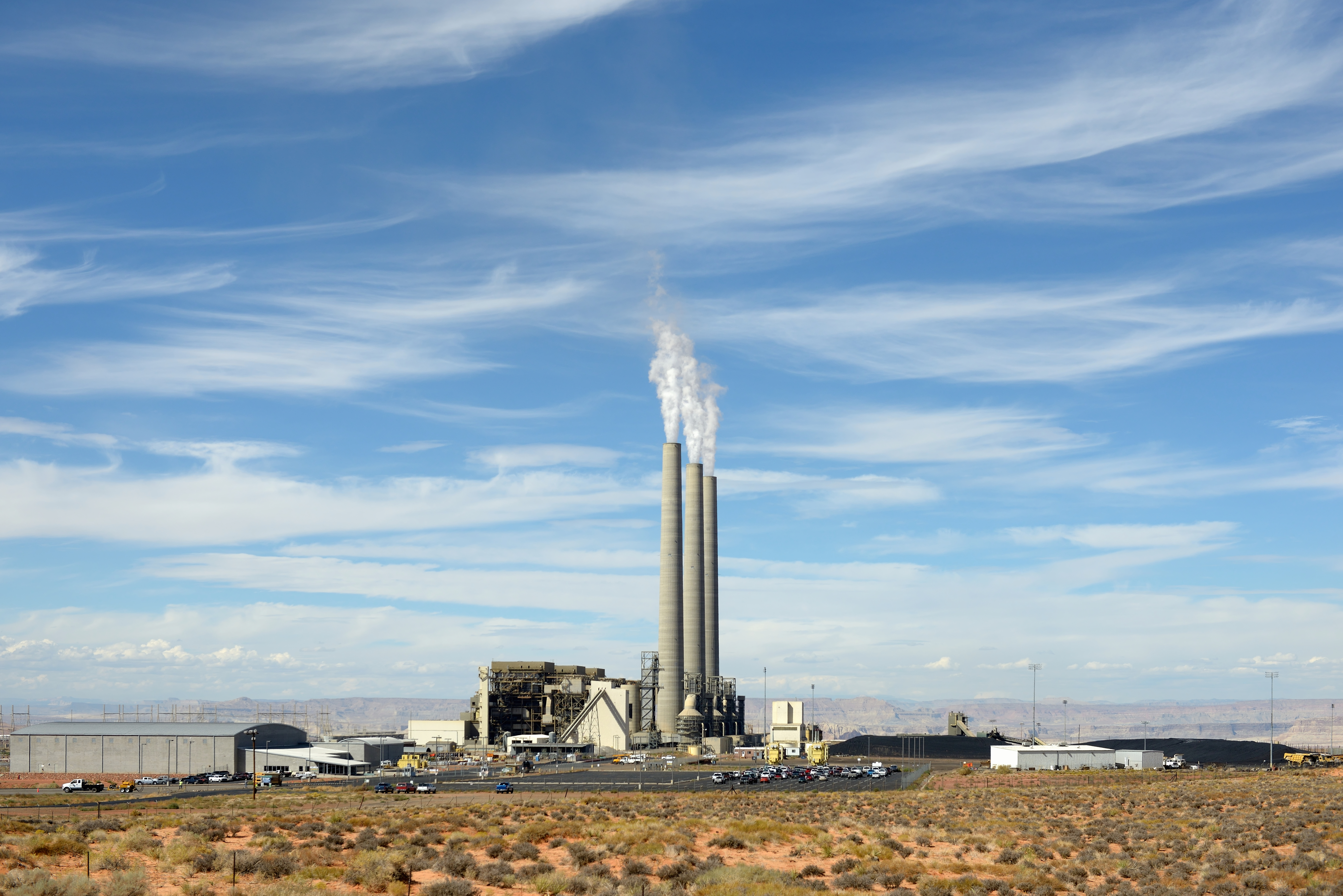
Navajo Generating Station

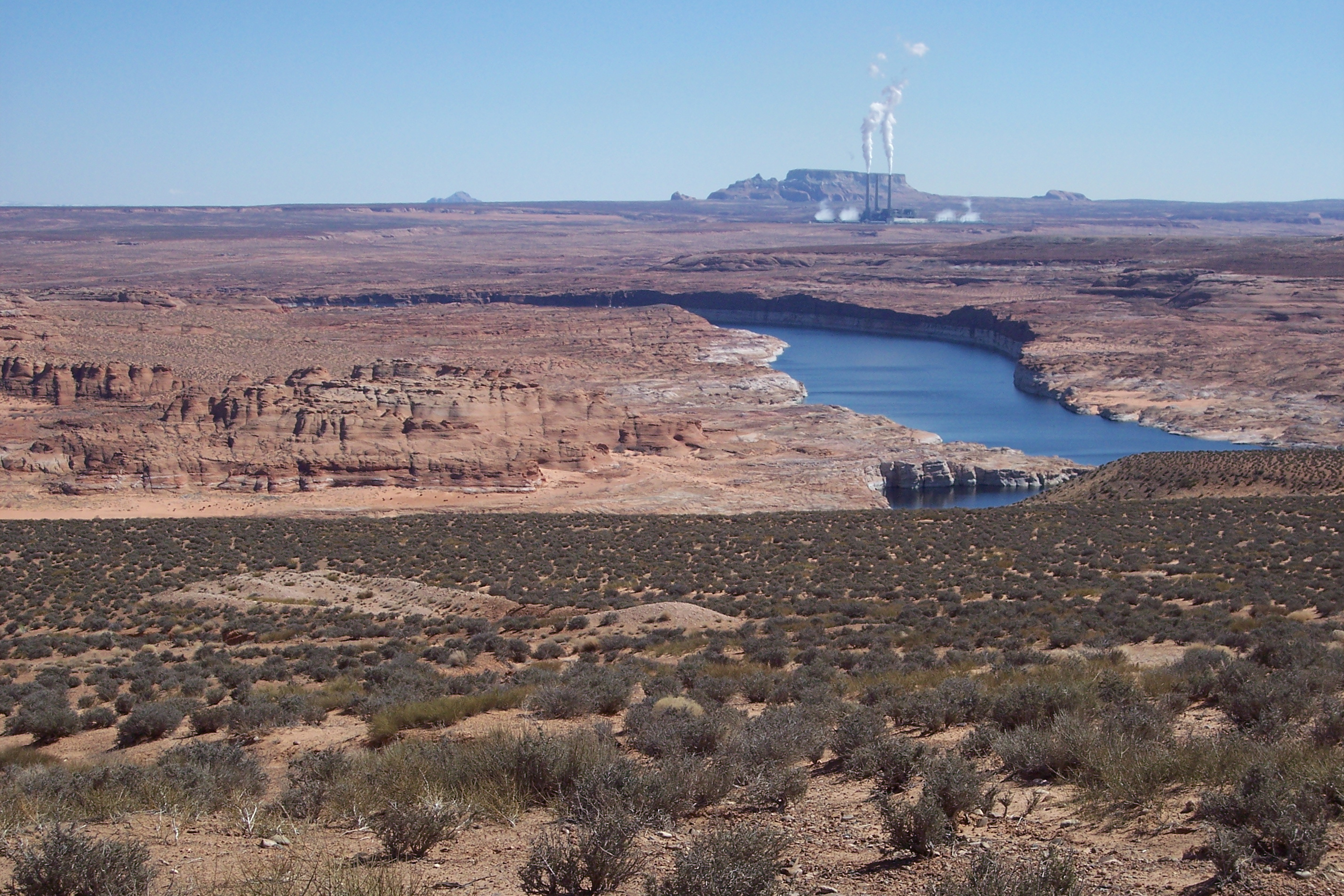
Río Colorado y Navajo Generating Station

La Navajo Generating Station es una central térmica alimentada por carbón de 2 280 MW de potencia. Se ubica en la reserva india Nación Navajo, muy cerca de Page, Arizona. Es prácticamente la única industria de la reserva. Esta central posee chimeneas de 236 metros de alto unas de las construcciones más altas de Arizona. Esta central suministra energía eléctrica a clientes en Arizona, Nevada y California. Fue construida en los años 70 y comenzó a funcionar en 1975. Su construcción costó cerca de 650 millones de dólares de la época. Se invirtieron otros 420 millones de dólares para minimizar el impacto ambiental en los años 90.
Aunque cada una de las tres chimeneas tiene filtros para controlar la contaminación por dióxido de azufre la central emite 19,9 toneladas métricas de CO2 por año. Además posee filtros electrostáticos para controlar la emisión de ceniza, así como un estanque lineal para recoger y almacenar los desechos de la combustión. La reforma empezó en 1994 y se terminó en 1999.